# Miller (Misuri)
Miller es una ciudad ubicada en el condado de Lawrence en el estado estadounidense de Misuri. En el Censo de 2010 tenía una población de 699 habitantes y una densidad poblacional de 354,65 personas por km².

## Geografía
Miller se encuentra ubicada en las coordenadas 37°12′55″N 93°50′28″O / 37.21528, -93.84111. Según la Oficina del Censo de los Estados Unidos, Miller tiene una superficie total de 1.97 km², de la cual 1.97 km² corresponden a tierra firme y (0.13%) 0 km² es agua.

## Demografía
Según el censo de 2010, había 699 personas residiendo en Miller. La densidad de población era de 354,65 hab./km². De los 699 habitantes, Miller estaba compuesto por el 97.57% blancos, el 0.29% eran afroamericanos, el 0.29% eran amerindios, el 0.43% eran asiáticos, el 0% eran isleños del Pacífico, el 0.86% eran de otras razas y el 0.57% pertenecían a dos o más razas. Del total de la población el 2.86% eran hispanos o latinos de cualquier raza.